# Международна олимпиада по румънски език
Международната олимпиада по румънски език (на румънски: Olimpiada internațională în limba română), с пълно име Международна олимпиада по румънски език, литература и култура (на румънски: Olimpiada internațională de limbă, literatură şi spiritualitate românească), е престижно международно състезание в областта на румънския език.
В него имат право да участват ученици между 7 и 12 клас и студенти както от Румъния, Сърбия, Украйна, Молдова, Унгария, България, Албания, Израел, Индонезия, Северна Македония, Турция, Виетнам, Монголия, Китай, Бразилия и др. Участниците могат да говорят езика като роден или да са го изучавали като първи или втори. Класирането за участие става първо на национално ниво, след което се провежда заключителният етап на Олимпиадата в Румъния. .
България е сред редовните участници на олимпиадата, като отборът ѝ е от ученици на ПГИИРЕ „Михай Еминеску“. Всяка година представянето ѝ е изключително успешно, като всяка година учениците ни побеждават свои съученици, за които румънският е майчин език.